# Banc Mercantil de Manresa
El Banc Mercantil de Manresa fou una entitat financera establerta a la capital del Bages. Fou fundat el 1947 amb el nom Padró Hermanos Banqueros i com a entitat financera independent estigué activa durant la segona meitat del segle xx. Un dels seus consellers fou Francesc Gordo Lorente. El juny de 1979 es van fer públiques les dificultats financeres de la institució, i el 1980 l'entitat fou absorbida per Banca Catalana, quan el banc de Jordi Pujol va comprar les participacions a Josep Maria Santacreu, un industrial amic de Manuel Fraga Iribarne.